# Liste der Stolpersteine in Losser
Die Liste der Stolpersteine in Losser enthält Stolpersteine, die im Rahmen des gleichnamigen Projekts von Gunter Demnig in der niederländischen Gemeinde Losser in der Region Twente, Provinz Overijssel, verlegt wurden. Stolpersteine sind Opfern des Nationalsozialismus gewidmet, all jenen, die vom NS-Regime drangsaliert, deportiert, ermordet, in die Emigration oder in den Suizid getrieben wurden. Demnig verlegt für jedes Opfer einen eigenen Stein, im Regelfall vor dem letzten selbst gewählten Wohnsitz.
Die ersten, bislang einzigen Verlegungen von Stolpersteine in Losser erfolgten am 11. Juli 2013.

## Verlegte Stolpersteine
In Losser wurden an drei Standorten zehn Stolpersteine verlegt.
| Stolperstein | Übersetzung                                                                                        | Verlegeort            | Name, Leben                           |
| ------------ | -------------------------------------------------------------------------------------------------- | --------------------- | ------------------------------------- |
|              | HIER WOHNTE ALBERT HERMANN KLEINHAUS GEB. 1920 DEPORTIERT SOBIBOR ERMORDET 9.7.1943                | Scholtinkstraat 195 · | Albert Hermann Kleinhaus (1920–1943)  |
|              | HIER WOHNTE WOLF HEIMAN KLEINHAUS GEB. 1878 DEPORTIERT 1943 ERMORDET 14.5.1943 SOBIBOR             | Scholtinkstraat 195 · | Wolf Heiman Kleinhaus (1878–1943)     |
|              | HIER WOHNTE JUDITH KLEINHAUS- POSENER GEB. 1877 DEPORTIERT 1943 ERMORDET 14.5.1943 SOBIBOR         | Scholtinkstraat 195 · | Judith Kleinhaus-Posener (1877–1943)  |
|              | HIER WOHNTE DAVID KOSTERS GEB. 1873 DEPORTIERT 1943 ERMORDET 14.5.1943 SOBIBOR                     | Gronaustraat 163      | David Kosters (1873–1943)             |
|              | HIER WOHNTE EVA KOSTERS- KLEINHAUS GEB. 1870 VERHAFTET 1943 INTERNIERT IN VUGHT ERMORDET 30.4.1943 | Gronaustraat 163      | Eva Kosters-Kleinhaus (1870–1943)     |
|              | HIER WOHNTE ELSBETH ZILVERSMIT GEB. 1940 DEPORTIERT 1943 ERMORDET 11.6.1943 SOBIBOR                | Brinkstraat 14        | Elsbeth Zilversmit (1940–1943)        |
|              | HIER WOHNTE HERMAN ZILVERSMIT GEB. 1915 DEPORTIERT 1943 ERMORDET 9.7.1943 SOBIBOR                  | Brinkstraat 14        | Herman Zilversmit (1915–1943)         |
|              | HIER WOHNTE SIEGFRIED ZILVERSMIT GEB. 1914 DEPORTIERT 1943 ERMORDET 28.2.1943 AUSCHWITZ            | Brinkstraat 14        | Siegfried Zilversmit (1914–1943)      |
|              | HIER WOHNTE GRETE ZILVERSMIT-HIRSCH GEB. 1920 DEPORTIERT 1943 ERMORDET 11.8.1943 SOBIBOR           | Brinkstraat 14        | Grete Zilversmit-Hirsch (1920–1943)   |
|              | HIER WOHNTE HANCHEN ZILVERSMIT-KATZ GEB. 1876 DEPORTIERT 1943 ERMORDET 14.5.1943 SOBIBOR           | Brinkstraat 14        | Hanchen Zilversmit-Hirsch (1876–1943) |

## Siehe auch

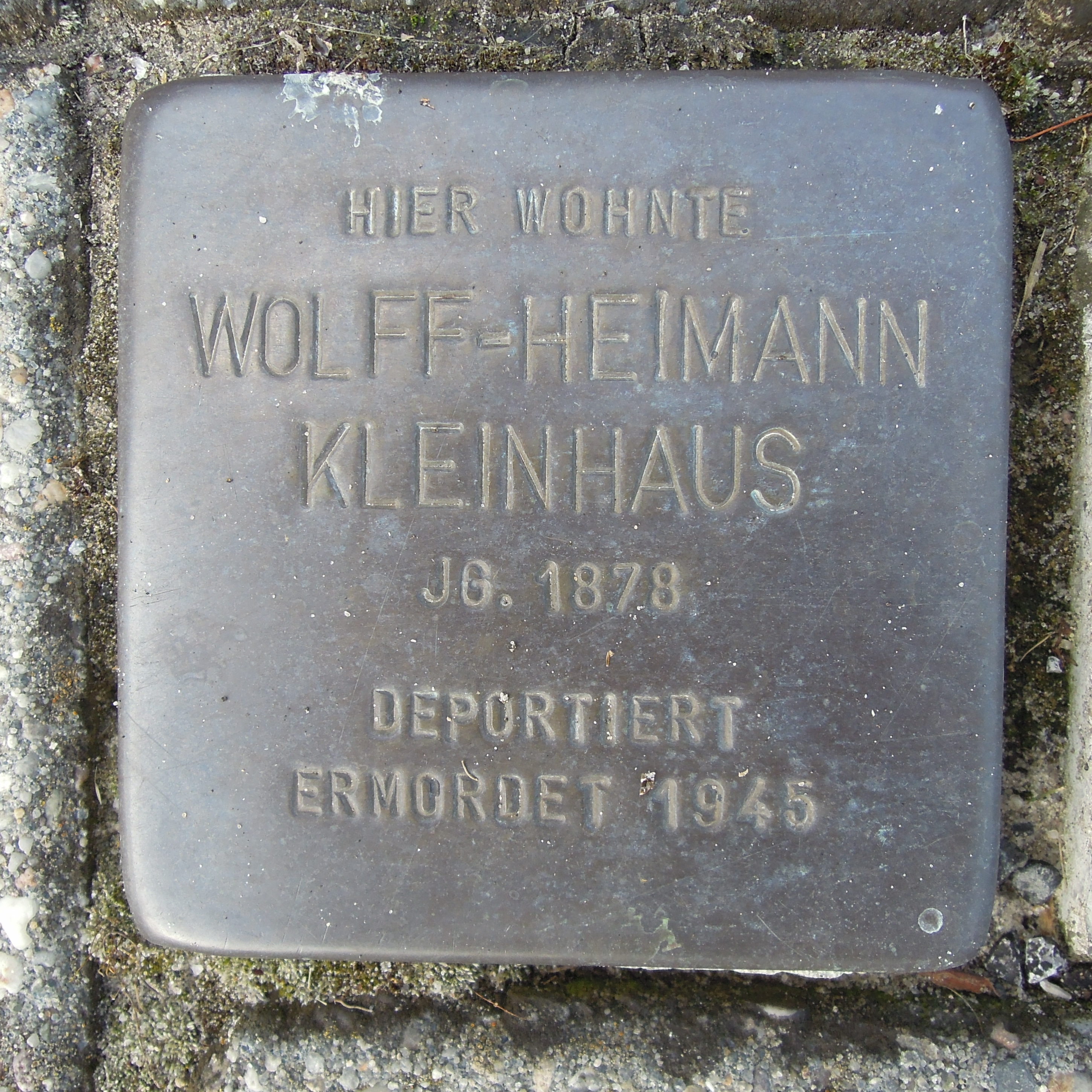

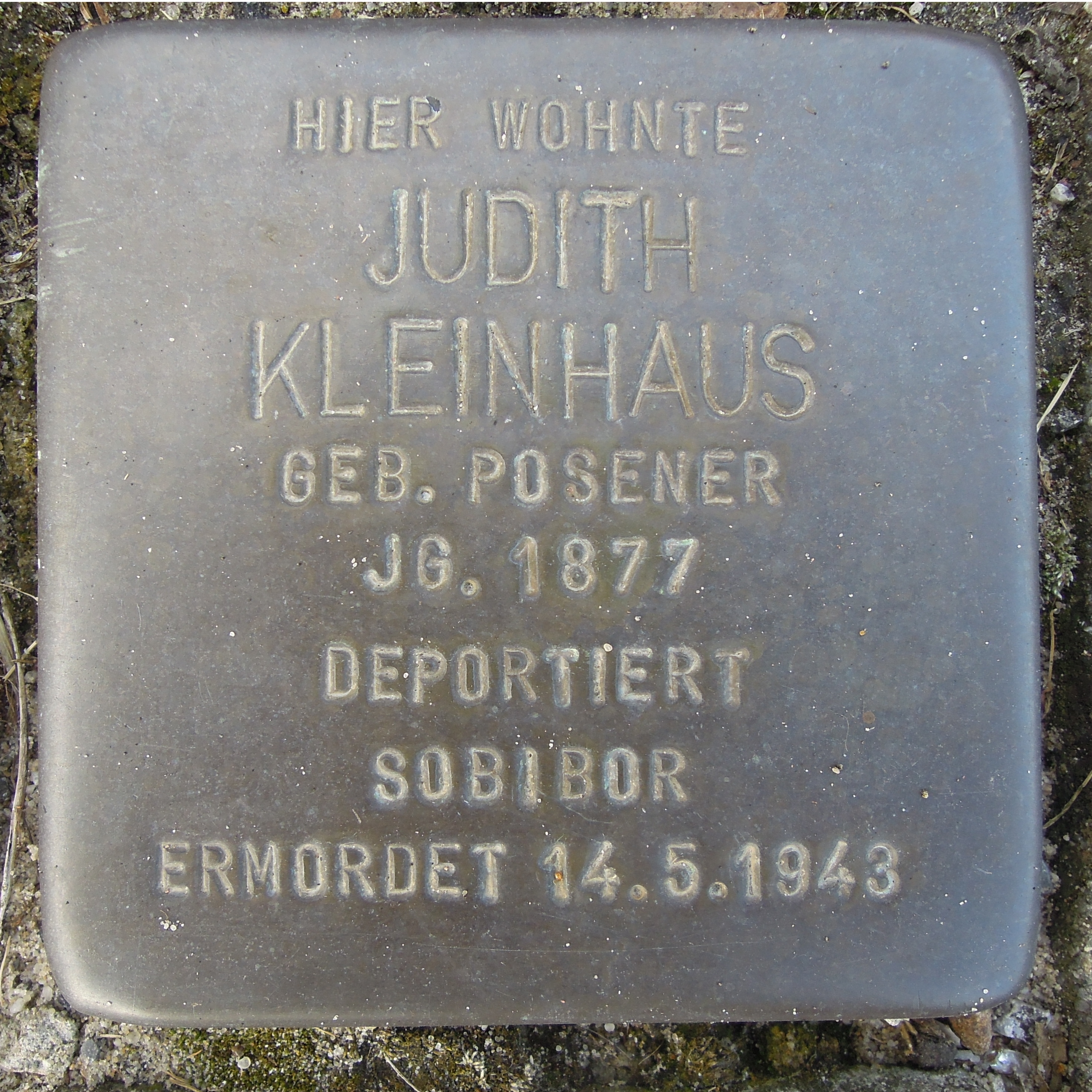

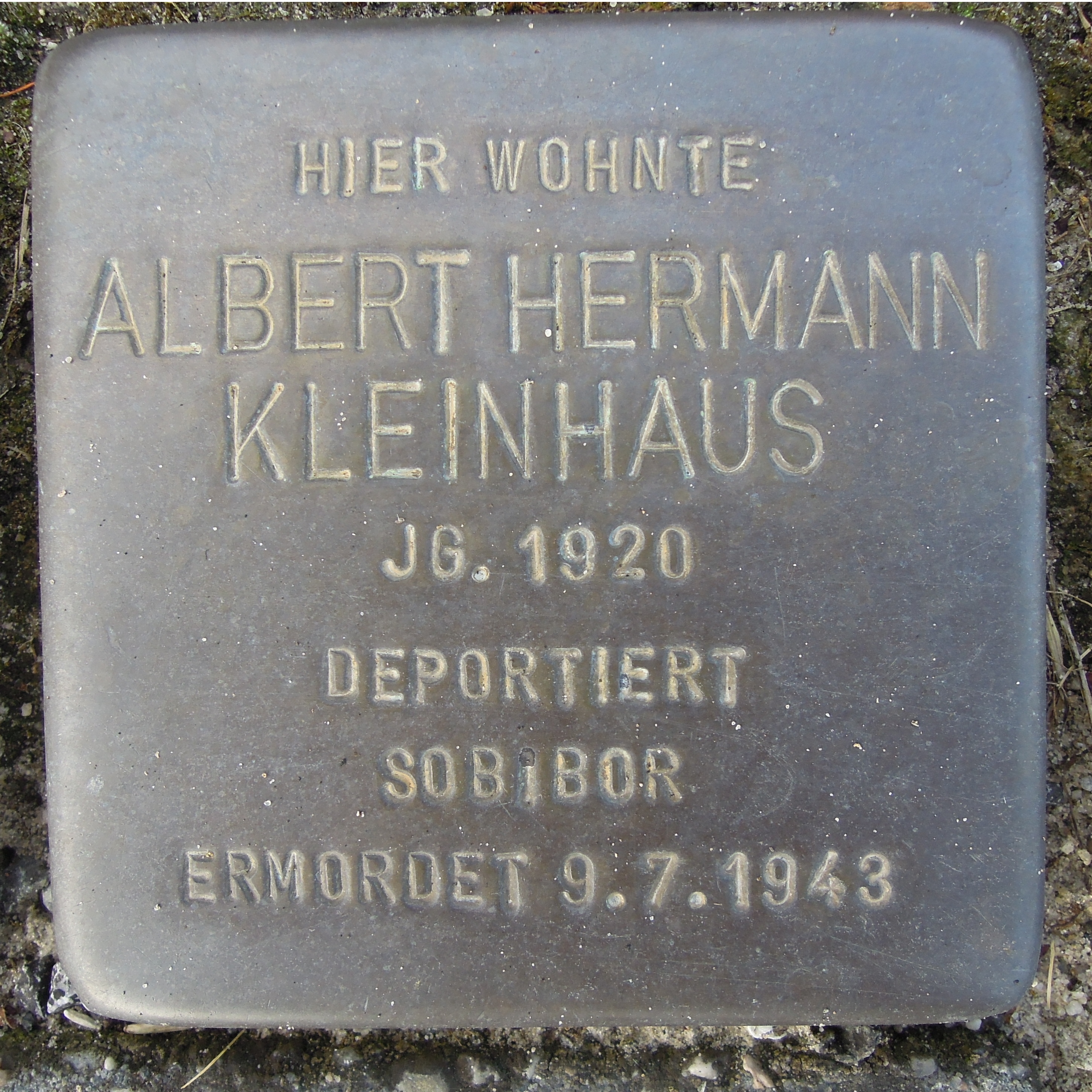

## Verlegedatum
- 11. Juli 2013